# سرویس همپوشانی ناوبری زمین‌ایستای اروپا

نقشه شبکه زمینی EGNOS

سرویس همپوشانی ناوبری زمین‌ایستای اروپا (EGNOS) یک سیستم تقویت ماهواره‌ای (SBAS) است که توسط آژانس فضایی اروپا و یوروکنترل به نمایندگی از کمیسیون اروپا ساخته شده‌است. در حال حاضر، این سرویس برای تقویت ناوبری مبتنی بر GPS و به منظور گزارش در مورد قابلیت اطمینان و صحت داده‌های موقعیت‌یابی GPS و ارسال اصلاحات خطاهای مربوط به آن استفاده می‌شود. اما به زودی این سامانه به عنوان سرویس تقویتی برای ناوبری ماهواره ای مبتنی بر گالیله تعیین خواهد شد.
EGNOS از شبکه ای متشکل از حدود ۴۰ ایستگاه زمینی و ۳ ماهواره زمین ثابت تشکیل شده‌است. ایستگاه‌های زمینی داده‌های دقیق سیستم‌های ناوبری ماهواره ای را تعیین و به ماهواره‌های زمین ثابت منتقل می‌کنند. کاربران می‌توانند با استفاده از یک گیرنده فعال شده توسط EGNOS یا از طریق اینترنت، این داده‌ها را از آن ماهواره‌ها به دست آورند. یکی از کاربردهای اصلی این سیستم در حوزه هوانوردی است.
طبق مشخصات، دقت موقعیت افقی هنگام استفاده از اصلاحات ارائه شده توسط EGNOS باید بهتر از هفت متر باشد. در عمل، دقت موقعیت افقی در سطح متر است.
خدمات مشابهی در ناحیه آمریکای شمالی توسط سیستم افزایش سطح وسیع (WAAS) و در آسیا توسط سیستم افزایش ماهواره‌ای چند منظوره ژاپن (MSAS) و ناوبری کمکی GEO (GAGAN) در هند به کمک GPS ارائه می‌شود.